# Holly (Michigan)
Holly – wieś w Stanach Zjednoczonych, w stanie Michigan, w hrabstwie Oakland.